# Du Barry, Woman of Passion
Du Barry, Woman of Passion (engl. für Du Barry, Frau der Leidenschaft) ist ein Film von Sam Taylor aus dem Jahr 1930 mit Norma Talmadge in die Hauptrolle der Madame du Barry. Der frühe Tonfilm bedeutete das Karriereende von Norma Talmadge.

## Handlung
In einer Texttafel zu Beginn des Films wird darauf hingewiesen, dass sich die Handlung nur wenig an der historischen Wirklichkeit orientiert, sondern vor allem unterhalten will.
Jeanne Veaubernier und Cosse de Brissac lernen sich kennen, als Jeanne ein Nacktbad nimmt und finden Gefallen aneinander. Cosse ist Soldat im Dienst Frankreichs, während Jeanne in einem Hutgeschäft arbeitet. Dort fällt sie wegen ihrer Schönheit auf und man sorgt dafür, dass sie zukünftig in einem Kasino arbeitet. Zuträger des Königs entdecken sie dort und führen sie dem König Ludwig XV. zu, der sich sofort in sie verliebt.
Sie wird die offizielle Mätresse des Königs, kann Cosse jedoch nicht vergessen. Dieser hat sich zwischenzeitlich vom Militärdienst zurückgezogen und führt nun eine Volksgruppe an, die eine Hungerrevolte plant. Bei einem Anschlag auf den Palast des Königs wird Cosse verletzt und versteckt sich bei Jeanne im Schlafzimmer. Dort wird er jedoch entdeckt und soll während eines Festes, das zu Ehren Jeannes stattfindet, hingerichtet werden. Der König ist bereit ihn zu Begnadigen, wenn Jeanne ihm abschwört, was sie jedoch nicht kann. Vor dem Erschießungskommando wird er aber in letzter Minute vom nun ausbrechenden Volksaufstand gerettet.
Nach einem Handlungssprung sieht man Jeanne in Gefängnis. Sie soll vor das Revolutionstribunal gebracht werden und später guillotiniert. Cosse spricht ein letztes Mal mit ihr und besinnt sich zu seiner Liebe und nun bekennt auch er sich und entfernt die Kokarde der Revolution von seinem Hut, was auch für ihn den Tod bedeuten wird.

## Hintergrund
Der Film erhielt damals gemischte Kritiken, insgesamt war er ein Flop und für Norma Talmadge der letzte Film. Ihr erster Versuch in den Tonfilm einzusteigen war gescheitert, auch wegen ihres starken Akzentes aus Brooklyn. Später wurde dies in Billy Wilders Boulevard der Dämmerung aufgegriffen und mit der Rolle der Norma Desmond persifliert.
Gerade die Anfangsszene mit einer nackten Hauptdarstellerin, wobei dies nur angedeutet wird und durch das dunkle Teichwasser nicht weiter zu erkennen ist, definiert den Film als klassisch für die Pre-Code-Ära. Auch in späteren Szenen werden oft hauchdünne, die Körperform nicht versteckende, Kleider genutzt, wie auch Kleider, mit Röcken die die Knöchel frei lassen, was nicht Stil des Rokoko war.
- Weitere Filmlinks:
- IMDb: Link |
- TMDb: Link |
- Letterboxd: Link |
- bearbeiten